# Der Geigenspieler
Der Geigenspieler ist ein deutsches Stummfilm-Melodram mit Krimielementen aus dem Jahre 1917 von Paul von Woringen mit Lotte Neumann in der weiblichen Hauptrolle.

## Handlung
Seit der Geigenvirtuose Rolf Anders seine Frau verloren hat, droht er aus unendlicher Trauer heraus immer stärker dem Wahnsinn zu verfallen. Dieser Zustand verschlimmert sich sogar noch, als er eines Tages Elvira Roy sieht, die gerade mit ihrem Verlobten Arthur Melvil einen Spaziergang unternimmt. Denn diese Elvira gleicht seiner toten Frau wie ein Ebenbild. Erschüttert bricht der Geigenspieler zusammen. Nach einiger Zeit ist Rolf soweit wieder hergestellt, dass er Konzerte geben kann. Eines Tages entdeckt er in der Loge Elvira an der Seite ihres Bräutigams und ihres Bruders Ben. Als er sich daraufhin auf eben diese Konzertgäste stürzen will, kann er im letzten Moment davon abgehalten werden, wird aber anschließend auf Anordnung eines medizinischen Spezialisten in eine Nervenheilanstalt eingewiesen. Dort besucht ihn tagtäglich seine Mutter, die jedoch keine Besserung in seinem Gemütszustand erkennen kann. Eines Tages erreicht die Mutter einen Anruf aus der Klinik: Rolf wird vermisst!
Elvira kehrt eines Abends von einem Theaterbesuch, zu dem sie erneut Ben und Arthur begleitet hatten, heim. Während Ben von Arthur heimlich Geld zugesteckt bekommt, damit dieser für ihn bei einem Juwelier am folgenden Tag eine Rechnung für ein Geschenk Arthurs an Elvira begleichen kann, wartet Arthur auf seine Liebste im Nebenzimmer. Dort wird er bewusstlos geschlagen und das Foto, das gerade von Elvira angefertigt wurde, entwendet. Als Elvira für eine Tasse Tee in das Zimmer zurückkehrt, sieht sie den niedergeschlagenen Bräutigam bewusstlos am Boden liegen. Melvils Zustand ist zwar besorgniserregend aber nicht lebensgefährlich, wie im Krankenhaus festgestellt wird. Auf der Suche nach dem Täter sucht die Polizei auch Ben auf, bei dem die größere Geldsumme gefunden wird. Augenblicklich gerät Elviras Bruder in den Verdacht, Arthur niedergeschlagen und ausgeraubt zu haben. Ben kann im Moment nicht das Gegenteil beweisen, da er kein Alibi hat und Arthur nicht ansprechbar ist, und so wird er zu Elviras Entsetzen in Haft genommen.
Elvira hat den einstigen Vorfall mit dem Geigenspieler im Konzerthaus nicht vergessen, und instinktiv hat sie das Gefühl, dass dieser Rolf Anders etwas mit dieser Angelegenheit zu tun haben könnte. Sie spricht darüber mit dem Rolf betreuenden Anstaltsarzt und erfährt durch ihn, dass Rolf seit einiger Zeit verschwunden sei. Anders entwickelt sich in Freiheit derweil zu einem Stalker und lauert in der Dunkelheit Abend für Abend vor Elviras Haus, um sie durch das Fenster zu beobachten. Als Elviras Hausmädchen dies eines Abends bemerkt, eilt Elvira zum behandelnden Arzt und erzählt ihm davon. Beide stellen nun dem mutmaßlichen Verfolger eine Falle: Elvira soll den nächtlichen Stalker zu sich ins Haus einlassen. In ihrer Wohnung angekommen, gelingt es Elvira, Rolf dazu zu bewegen, zu erzählen, wie er damals in ihre Wohnung eingedrungen sei, Arthur niedergeschlagen habe und anschließend mit Elviras Foto getürmt sei. Bens Unschuld ist damit bewiesen, und der junge Mann wird wieder aus der Haft entlassen.
Die Zeitungen nehmen diese Geschichte liebend gern auf, und nach der Lektüre von einem dieser Sensationsberichte begibt sich Rolfs Mutter zu Elviras Wohnung, da sie noch immer nichts von dem Verbleib ihres Sohnes weiß. Erstaunt muss die alte Frau feststellen, dass ihr Sohn wohl recht hatte, was die enorme Ähnlichkeit Elviras mit Rolfs verblichener Gattin betrifft. Man spricht darüber und erfährt, dass die Tote Elviras Zwillingsschwester war. Dann aber tritt eine Ungeheuerlichkeit zu Tage: Beim Spielen an der See verschwand das eine der beiden Mädchen aufgrund einer Nachlässigkeit des Kindermädchens spurlos. Offensichtlich hatte sich die Kleine in ein Boot gesetzt und war aufs offene Wasser hinausgetrieben worden. Dort entdeckte Frau Anders das Kind, und da keine Zugehörigkeit festgestellt werden konnte, nahm sie die Kleine kurzerhand bei sich auf und an Tochter statt an. Rolf verliebte sich im Lauf der Zeit in die neue „Schwester“ und heiratete sie. Der Rest ist Geschichte. Das junge Glück war ein Herz und eine Seele, bis eine schwere, unheilbare Krankheit Rolfs Gattin dahinraffte. Jetzt, wo alles geklärt ist, kann noch einmal eine Begegnung Rolfs mit Elvira gewagt werden. Nachdem dieser begreift, dass er lediglich die Schwester seiner toten Ehefrau vor sich hat, kann sein Heilungsprozess beginnen.

## Produktionsnotizen
Der Geigenspieler, der erste Film der Lotte-Neumann-Filmserie 1917/18, entstand im Mutoskop-Atelier von Berlin-Lankwitz und passierte die Filmzensur im Juli 1917. Die Uraufführung des Vierakters mit einer Länge von 1445 Metern fand im August 1917 in Berlins Passagetheater statt. Am letzten Tag desselben Monats erlebte der Film auch seine Wiener Premiere.

## Kritiken
In Wiens Neue Kino-Rundschau heißt es: „Aber auch des Verfassers sei lobend gedacht, der durch die geistreiche Handlung großes Können bezeugt und sich als Regisseur ersten Ranges erweist, der es versteht, die Künstlerin in den richtigen Rahmen zu stellen, der ihre Kunst und ihre Persönlichkeit zu noch größerer Geltung bringt.“
Die Wiener Allgemeine Zeitung stellte heraus: „„Der Geigenspieler“ ragt geradezu durch die meisterhafte Darstellung — von den Hauptrollen bis in die kleinsten Episodenpartien — hervor.“
Paimann’s Filmlisten resümierte: „Stoff phantastisch. Spiel und Photos ausgezeichnet. Szenerie sehr gut.“
Das Prager Tagblatt konstatierte: „Hervorragender Film, voll stärkster Eindrücke, in dem … Lotte Neumann … entzückt.“
Das Neue Wiener Tagblatt befand: „Lotte Neumann erfreut uns durch ihr prächtiges Spiel.“